# Platja de Chouréu
La Platja de Chouréu està en el concejo de Valdés, a l'occident del Principat d'Astúries (Espanya) i pertany al poble de Querúas. Forma part de la Costa Occidental d'Astúries i està emmarcada en el Paisatge protegit de la Costa Occidental d'Astúries.

## Descripció
La seva forma és lineal, té una longitud d'uns 360 m i una amplària mitjana de 25 m. L'entorn és pràcticament verge i d'una perillositat mitjana. El jaç està format per palets i escasses zones de sorres gruixudes. L'ocupació i urbanització són escasses.
Per accedir als voltants de la platja, que no a ella doncs és pràcticament inaccessible per terra, cal localitzar els pobles propers de Querúas i Busto però amb els penya-segats tan verticals entre la punta de l'Osa i la de Santana hi ha molt poques possibilitats d'observar vistes d'aquest espai. Es pot accedir per mar durant la baixamar des de la veïna Platja de Punxéu però cal tenir precaució en la mesura dels temps de les marees. No té cap servei i solament la solen utilitzar alguns perscadores coneixedors de la zona. Aquesta platja al costat de la seva veïna «Corbeiros» componen un paisatge des del punt de vista fotogràfic enorme. Es recomana prendre les màximes precaucions si és que es desitja baixar a la platja, perquè aquest descens és molt perillós i desaconsellable.